# Вучник
45°25′ пн. ш. 15°07′ сх. д. / 45.41° пн. ш. 15.12° сх. д.
Вучник (хорв. Vučnik) — населений пункт у Хорватії, у Приморсько-Горанській жупанії у складі міста Врбовсько.

## Населення
Населення за даними перепису 2011 року становило 11 осіб.
Динаміка чисельності населення поселення:

## Клімат
Середня річна температура становить 9,32 °C, середня максимальна – 22,61 °C, а середня мінімальна – -5,60 °C. Середня річна кількість опадів – 1433 мм.
| Клімат поселення                              | Клімат поселення | Клімат поселення | Клімат поселення | Клімат поселення | Клімат поселення | Клімат поселення | Клімат поселення | Клімат поселення | Клімат поселення | Клімат поселення | Клімат поселення | Клімат поселення | Клімат поселення |
| Показник                                      | Січ.             | Лют.             | Бер.             | Квіт.            | Трав.            | Черв.            | Лип.             | Серп.            | Вер.             | Жовт.            | Лист.            | Груд.            |                  |
| Середній максимум, °C                         | 6,40             | 7,47             | 10,64            | 14,54            | 19,31            | 22,61            | 21,67            | 21,38            | 17,64            | 13,11            | 7,73             | 4,24             |                  |
| Середня температура, °C                       | 0,41             | 1,48             | 4,64             | 8,54             | 13,32            | 16,61            | 18,50            | 18,22            | 14,48            | 9,94             | 4,56             | 1,08             |                  |
| Середній мінімум, °C                          | −5,6             | −4,52            | −1,35            | 2,54             | 7,31             | 10,62            | 15,34            | 15,06            | 11,33            | 6,80             | 1,41             | −2,08            |                  |
| Норма опадів, мм                              | 79               | 86               | 102              | 126              | 115              | 135              | 110              | 116              | 132              | 155              | 156              | 121              |                  |
| Середньомісячна швидкість вітру, м/с          | 1.75             | 1.90             | 2.22             | 2.14             | 2.03             | 1.87             | 1.81             | 1.73             | 1.67             | 1.75             | 1.89             | 1.88             |                  |
| Середньомісячна сонячна радіація, кДж/м²·день | 4202             | 6946             | 10295            | 14631            | 18792            | 20427            | 21703            | 18543            | 13530            | 8749             | 4623             | 3497             |                  |
| --------------------------------------------- | ---------------- | ---------------- | ---------------- | ---------------- | ---------------- | ---------------- | ---------------- | ---------------- | ---------------- | ---------------- | ---------------- | ---------------- | ---------------- |
| Джерело:                                      |                  |                  |                  |                  |                  |                  |                  |                  |                  |                  |                  |                  |                  |